# Утемељење система знања у педагогији
Утемељење система знања у педагогији је научна монографија редовног професора Филозофског факултета Универзитета у Београду и управника Одељења за педагогију и андрагогију Радована Антонијевића, објављена 2014. године. Представља резултат рада на пројекту Модели процењивања и стратегије унапређивања квалитета образовања у Србији, број 179060 (2011—2014) који финансира Министарство просвете, науке и технолошког развоја Републике Србије.

## О аутору
Радован Антонијевић је редовни професор и управник Одељења за педагогију и андрагогију Филозофског факултета Универзитета у Београду. Професор је на предметима из области опште педагогије на основним, мастер и докторским студијама. Аутор је књига Систем знања у настави 2006, Основе процеса васпитања 2012, уџбеника Општа педагогија 2013. и монографије Облици и својства педагошког знања 2019. Један је од приређивача тематских зборника TIMSS 2003. у Србији 2005. и Квалитет у образовању 2011, као и један од приређивача зборника са националног научног скупа Идентитет професије педагог у савременом образовању 2014. Аутор је више од 120 научних радова објављених у научним часописима, тематским зборницима и зборницима радова са међународних научних скупова. Бави се проблемима опште педагогије, интелектуалног васпитања и евалуацијом у области васпитања и образовања.

## О књизи
У предговору аутор истиче да су теоријска, епистемолошка и методолошка питања кроз историју развоја педагогије као науке заокупљала пажњу педагога, филозофа, социолога и других експерата чија су разматрања представљала допринос развоју педагогије као науке. У првом поглављу монографије, под насловом Општа питања педагогије као науке, заступљена су разматрања о васпитању као предмету педагогије, питања која се тичу основних епистемолошких карактеристика васпитања, затим општа питања која припадају области епистемологије као филозофске дисциплине, као и питања установљавања епистемологије педагогије као филозофске и педагошке научне дисциплине. У другом поглављу, под насловом Облици, природа и основна својства педагошких знања, разматрају се природа и кључне карактеристике научних знања која чине део система знања у оквиру педагогије. Обухваћено је разматрање различитих врста научних знања која се јављају у педагогији као што су искуствено знање, знање вештина, научно објашњење, научни закони и законитости као врста научних знања у педагогији и друга. У трећем поглављу, под насловом Интеграција научних знања у педагогији, предмет разматрања су карактеристике педагогије као интегралне науке о васпитању, као и питања односа педагогије према другим научним областима. Посебна пажња у разматрању је посвећена односу педагогије према филозофији, социологији, психологији и антропологији. Завршни одељак је посвећен питањима организације система научних дисциплина у области педагогије.